# Théophile de Pompéry
Théophile de Pompéry ou Théophile Hippolyte Ronan de Pompéry, né le 7 janvier 1814 au château de Couvrelles (Aisne) et mort le 28 août 1880 à Rosnoën (Finistère), est un homme politique français. Avec ses deux frères, Henry (1816-1882) et Édouard de Pompéry (1812-1895), qui habitaient avec lui dans leur manoir du Parc en Rosnoën, il a joué un rôle important dans la diffusion du progrès technique agricole dans le centre du département du Finistère.

## Biographie
Il est un des fils de Louis Charles Hyacinthe de Pompéry (né le 18 avril 1787 à Quimper, décédé le 2 mai 1854 à Brest) et de Aline Marie Sylvie Alleno de Saint Aloüarn (née en 1789, décédée vers 1820) et un petit-fils de François Hyacinthe de Pompéry (né en 1749 à Salsogne, décédé en 1821 à Soissons (Aisne)) et de Anne-Marie Audouyn du Cosquer (1762-1820), plus connue sous le nom de Anne-Marie Audouyn de Pompery, épistolière, surnommée la « Sévigné cornouaillaise ». Ses frères sont Henry et Édouard de Pompéry.
Le père, Louis Charles Hyacinthe de Pompéry, ancien gendarme d’ordonnance de l’Empereur, revint s’installer avec sa famille dans le château de Couvrelles dans l'Aisne. Les enfants Pompéry sont éduqués dans un milieu cultivé, influencé par les théories des physiocrates et les idées libérales de Benjamin Constant. La famille élève des troupeaux d’origine anglaise et met en valeur son vaste domaine. Louis Charles Hyacinthe de Pompéry, après la mort de son épouse, se remarie en 1825 avec Marie Saisy de Kérampuil, issue d'une famille de la noblesse bretonne, et Théophile de Pompéry, ainsi que son frère Édouard, sont alors placés en pension à Brest.  

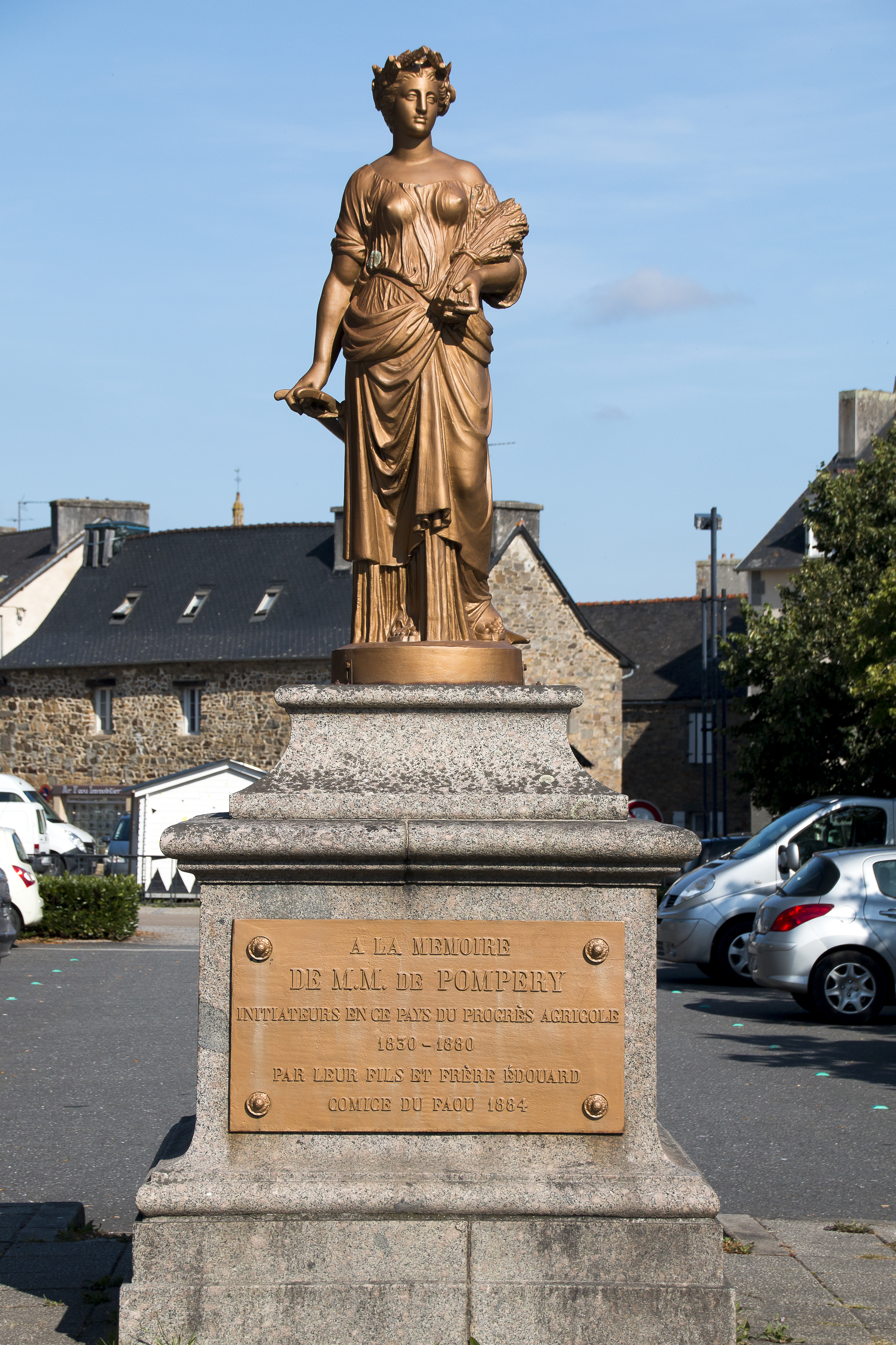
L'Agriculture, statue de Mathurin Moreau au Faou - Texte de la plaque : A la mémoire de MM. de Pompéry* initiateurs en ce pays du progrès agricole. 1830-1880. Par leur fils et frère Édouard - Comice du Faou 1884 - * (Louis-Charles, son père, Théophile et Henry, ses frères).

## L'agriculteur
Louis Charles Hyacinthe de Pompéry, le père, acquiert en 1830 le domaine du Parc, à Rosnoën (800 hectares), une ferme bâtie sur l'ancien manoir du Parc, à la confluence de l'Aulne et de la Rivière du Faou, face à l'abbaye de Landévennec. 
Théophile de Pompéry reprend la gestion de ce domaine, d'abord en collaboration avec son père, puis avec ses deux frères Henry et Édouard. Il est membre de l'Association bretonne, créée en 1843 pour « hâter le développement des progrès agricoles de la Bretagne et former un centre d’études et de relations » et devient un fouriériste convaincu. Il conseille les paysans et expérimente de nouvelles méthodes de culture, préconisant par exemple un assolement quadriennal et prônant l'utilisation des engrais marins, etc.  
Il publie en 1851 un Nouveau guide du cultivateur breton, bilingue français / breton.  
En 1868, Théophile et ses frères reçoivent « une mention hors ligne et hors de tout concours » pour « l'influence remarquable qu'ils ont exercée par leurs exemples et leurs conseils sur les fermiers de la terre du Parc et un grand nombre de cultivateurs du canton du Faou ». 
« MM de Pompéry, deux frères restés garçons (...) sont parvenus (...) à transformer les pauvres fermiers Bas-Bretons (...) en excellents cultivateurs, ayant adopté un assolement alterné, c'est-à-dire ne mettant jamais deux récoltes de céréales de suite, ayant une sole entière de betteraves, carottes, panais ou pommes de terre, semés en ligne au moyen d'un semoir à bras ou racines cultivées à la houe (...) remplaçant la jachère morte (...). Ces Messieurs sont parvenus à former un comice agricole dans un bourg voisin nommé Le Faou, dans les concours duquel se réunissent jusqu'à soixante juments et autant de poulains de divers âges, et où les prix de labourage sont disputés ordinairement par quarante ou cinquante charrues. Dans chacune de ces réunions, ces Messieurs donnent à ces braves gens des leçons d'agriculture en langue bretonne, et ils sont si zélés pour l'amélioration de l'économie rurale qu'ils saisissent toutes les occasions pour instruire ces bons Bretons, même en particulier. L'étalon Percheron et le taureau croisé Durham leur amenait beaucoup de fermiers qui venaient d'assez loin avec leurs juments et leurs vaches pour les faire saillir. »

## L'homme politique
Théophile de Pompéry est républicain sous le Second Empire. Président du comice agricole, conseiller général du canton du Faou, il est élu représentant du Finistère aux élections complémentaires du 2 juillet 1871. Il siège au groupe de la Gauche républicaine. Malgré un échec aux sénatoriales de janvier 1876, il est réélu député aux législatives de février 1876, puis en 1877 dans la circonscription de Châteaulin. Il est l'un des 363 qui refusent la confiance au gouvernement de Broglie le 16 mai 1877. Il intervenait surtout sur les sujets agricoles ainsi que pour un projet de loi contre l'ivresse. 

## Sources
- « Théophile de Pompéry », dans Adolphe Robert et Gaston Cougny, Dictionnaire des parlementaires français, Edgar Bourloton, 1889-1891 [détail de l’édition]